# Protankyra pseudodigitata
Protankyra pseudodigitata is een zeekomkommer uit de familie Synaptidae.
De wetenschappelijke naam van de soort werd in 1867 gepubliceerd door Karl Semper.